# Rarámuri
Rarámuri hoặc Tarahumara là một nhóm thổ dân châu Mỹ sống ở bang Chihuahua ở Mexico. Họ nổi tiếng với khả năng chạy đường dài.
Lúc đầu, Rarámuri là cư dân của phần lớn bang Chihuahua, sau đó họ rút lui đến các sierra cao và hẻm núi như hẻm núi Copper trong Sierra Madre Occidental khi thực dân Tây Ban Nha đặt chân đến Mexico vào thế kỷ 16. Khu vực Sierra Madre Occidental mà họ đang sinh sống hiện nay thường được gọi là Sierra Tarahumara vì sự hiện diện của họ.
Ước tính dân số Rarámuri vào năm 2006 có khoảng 50.000 đến 70.000 người. Hầu hết họ vẫn thực hiện lối sống truyền thống, bao gồm cả việc sinh sống trong các nơi trú ẩn tự nhiên (hang động hoặc vách đá nhô ra). Cây lương thực là ngô và đậu; tuy nhiên, nhiều người Rarámuri vẫn chuyển lên chăn thả ở núi, chăn nuôi gia súc, cừu và dê. Hầu như tất cả người Rarámuri đều di chuyển từ nơi này sang nơi khác trong suốt năm.
Tiếng Rarámuri là một ngôn ngữ thuộc họ Uto-Aztecan. Mặc dù bị suy giảm dưới áp lực của tiếng Tây Ban Nha, tiếng Rarámuri vẫn được sử dụng rộng rãi ngày nay.

## Lịch sử
Người Rarámuri được xem là hậu duệ của một dân tộc thuộc văn hóa Mogollon. Tuy người Rarámuri đã bị đẩy lui, nhưng họ chưa bao giờ bị người Tây Ban Nha chinh phục hoặc hoàn toàn bị các nhà truyền giáo Dòng Tên được cải đạo. Khi người Tây Ban Nha đến vào những năm 1500, họ gọi những người bản địa này là "Tarahumara". Đến đầu thế kỷ 17, người Tây Ban Nha đã thiết lập các mỏ trên lãnh thổ Tarahumara và thực hiện một số cuộc truy quét nô lệ để lấy công nhân cho các mỏ. Dòng Tên Juan Fonte đã thành lập một phái bộ, San Pablo Balleza, ở cuối phía nam của lãnh thổ Tarahumara, mở rộng từ công việc truyền giáo với Tepehuan xuống phía nam. Sự phản kháng dữ dội của người Tepehuan đối với sự xâm lược của Tây Ban Nha trong cuộc nổi dậy của người Tepehuan năm 1616 đã giết chết Fonte và bảy nhà truyền giáo Dòng Tên khác, kết thúc sứ mệnh trong hơn một thập kỷ.